# Agrippína
Az Agrippína latin eredetű női név, az ókori római Agrippa férfinév női párja. Jelentése: farfekvéssel született (a név elemeinek eredeti jelentése: először, ill. hegyesen + láb). Az ilyen születést túlélt csecsemőknek szerencsés jövőt jósoltak.

## Gyakorisága
Az újszülötteknek adott nevek körében az 1990-es években szórványosan fordul elő. A 2000-es és a 2010-es években sem szerepelt a 100 leggyakrabban adott női név között.
A teljes népességre vonatkozóan az Agrippína sem a 2000-es, sem a 2010-es években nem szerepelt a 100 leggyakrabban viselt női név között.

## Névnapok
február 5.

## Híres Agrippínák
- Idősebb Agrippina, Nero császár nagyanyja
- Ifjabb Agrippina, Nero császár anyja
- Vipsania Agrippina